# 中央军委政治工作部直属工作局
中央军委政治工作部直属工作局，位于北京市东城区黄寺大街丙8号，是中央军事委员会政治工作部下属局，负责该部直属工作。

## 沿革
1962年前后，中国人民解放军总政治部整编，增设中国人民解放军总政治部国防科学工作部、中国人民解放军总政治部直属政治部、中国人民解放军总政治部管理局。1969年11月28日，直属政治部改为中国人民解放军总政治部直属政治处，归中国人民解放军总政治部办公室领导。1971年6月，扩编为中国人民解放军总政治部直属政治部。
中共十一届三中全会以后，总政治部根据中央军委的决定调整了机构，设有：组织部、干部部、宣传部、文化部、保卫部、联络部、群工部、军事检察院、军事法院、办公厅、直属政治部、管理局。
1985年，总政治部管理局和直属政治部合并为中国人民解放军总政治部直属工作部。
2016年改革前，中国人民解放军总政治部直属工作部下设有：综合局、管理保障局、组织纪检局、干部局、财务物资局、基建营房局、军需运输装备局、卫生局等机构，并负责中国人民解放军总政治部黄寺老干部服务管理局（下设：黄寺第一离职干部休养所、黄寺第二离职干部休养所、魏公村离职干部休养所等等）、白石桥老干部服务管理局、玉泉路老干部服务管理局、西直门宾馆等全部总政治部直属单位的行政管理工作。
在深化国防和军队改革中，2016年1月，中国人民解放军总政治部撤销，成立中央军事委员会政治工作部。随之成立中央军委政治工作部直属工作局。

## 历任局长
中国人民解放军总政治部直属政治部主任
- 黎钊 大校（1964年12月—1968年10月）
- 李平（1972年5月—1985年2月）

中国人民解放军总政治部管理局局长
- 任登仕（1978年12月—1981年7月）
- 梁秉治（1981年7月—1985年6月）

中国人民解放军总政治部管理局政治委员
- 聂大鹏（1978年12月—1981年7月）
- 李玉峰（1981年7月—1985年6月）

中国人民解放军总政治部直属工作部部长
- 梁秉治 中将（1985年6月—1991年5月）
- 陈永柱 少将（1991年5月—1992年10月）
- 陈章元 少将（1995年7月—2000年12月）
- 姜吉初 少将（2001年4月—2003年12月）
- 申万胜 少将（2003年12月—2006年12月）
- 王森泰 少将（2006年12月—2009年12月）
- 戴云鹏 少将（2009年12月—2013年12月）
- 杨剑 少将（2013年12月—2016年）

中国人民解放军总政治部直属工作部政治委员
- 王炳春 少将（1990年—1992年10月）
- 陈永柱 少将（1992年10月—1994年12月）
- 梁太林 少将（1994年12月—2000年12月）
- 田爱习 少将（2000年12月—2002年7月）
- 段达球 少将（2002年7月—2003年11月）
- 王森泰 少将（2003年11月—2006年12月）
- 董吉顺 少将（2006年12月—2010年7月）[19]
- 崔福兴 少将（2010年7月—2014年11月）
- 王成志 少将（2014年11月—2016年）

| 中央军委政治工作部直属工作局局长 - 肖安水 少将（2016年—2018年） - 陈作松 空军少将（2018年—） | 中央军委政治工作部直属工作局副局长 - 刘永锁 少将（2016年—） - 郝先维 大校（2016年—） |